# まるわかり!日曜 ニュース深掘り
『まるわかり!日曜 ニュース深掘り』（まるわかり にちよう ニュースふかほり）は、BS-TBSで2014年10月5日から2015年9月27日まで毎週日曜日の18:00〜18:54（JST）に放送されていた報道番組である。
2015年10月3日から2016年9月24日まで放送日時を土曜午前11時台に移し、『土曜ニュースまるわかり!』（どようニュースまるわかり）と改題してリニューアルされた。キャスター陣はそのまま続投している。

## 概要
前番組『ニュース少年探偵団』は10代を対象とした内容の報道番組だったが、本番組は中高年層が対象となる。
番組では、世の中で起きた動きから、身近な問題、気になる話題が、専門家の解説やVTR映像などで徹底的に掘り下げられていく。

## キャスター

### メイン
- 三雲孝江 - 『ニュース少年探偵団』から続投。
- 渋谷和宏

### アシスタント
※TBSアナウンサーが週替りで「ボードプレゼンター」としてコーナーを進行する。
- 小笠原亘（TBSアナウンサー）
- 赤荻歩（TBSアナウンサー）
- 伊藤隆佑（TBSアナウンサー）
- 杉山真也（TBSアナウンサー）
- 林みなほ（TBSアナウンサー）
- 国山ハセン（TBSアナウンサー）
- 熊崎風斗（TBSアナウンサー）
- 品田亮太（TBSアナウンサー）